# Bogota (New Jersey)
Bogota è un comune degli Stati Uniti d'America, nella Contea di Bergen, nello Stato del New Jersey. Secondo censimento del 2010, la popolazione è di 8.187 abitanti. Bogota, come tutti gli altri borough del New Jersey, è legislativamente disciplinato dal Municipal Manager Law normato dall'assemblea statale nel 1923.
Bogota venne fondata il 14 novembre 1894, per incorporazione di porzioni delle ora non più esistenti municipalità di Ridgefield Township sulla base dei risultati di un referendum svoltosi il giorno precedente, all'apice del fenomeno dei Boroughitis. Il toponimo ha origine dalla storpiatura del cognome dei primi abitanti, la famiglia Bogert oppure è la fusione Bogert e di Banta, altra primi abitanti con una "O", ha aggiunto per facilitare la pronuncia. (Bogert O Banta).